# Hylomyscus grandis
Hylomyscus grandis  (Eisentraut, 1969) è un roditore della famiglia dei Muridi endemico del Camerun.

## Descrizione

### Dimensioni
Roditore di piccole dimensioni, con la lunghezza della testa e del corpo tra 118 e 160 mm, la lunghezza della coda tra 130 e 150 mm, la lunghezza del piede tra 18 e 22 mm, la lunghezza delle orecchie tra 15 e 20 mm e un peso fino a 41 g.

### Aspetto
La pelliccia è fine e soffice. Le parti dorsali variano dal bruno-grigiastro al color cannella brillante, mentre le parti ventrali sono grigio-biancastre. La linea di demarcazione lungo i fianchi è netta. La testa è simile alle parti superiori mentre il naso, il labbro superiore, il mento e la parte inferiore delle guance sono bianche. Le vibrisse sono lunghe e nere. Le orecchie sono piccole, scure e ricoperte di corti peli marroni scuri o neri. Il dorso delle zampe è cosparso di peli biancastri. La coda è molto più lunga della testa e del corpo e ricoperta di setole nere molto corte. Le femmine hanno un paio di mammelle pettorali e un paio inguinali. 

## Biologia

### Comportamento
È una specie arboricola e notturna.

### Riproduzione
Una femmina gravida è stata catturata in gennaio con 5-6 embrioni.

## Distribuzione e habitat
Questa specie è endemica delle pendici del Monte Oku, nel Camerun occidentale.
Vive nelle foreste umide tropicali montane a circa 2.100 metri di altitudine.

## Conservazione
La IUCN Red List, considerato che l'areale è limitato ad una sola località soggetta ad un degrado ambientale a causa della deforestazione, classifica H.grandis come specie in grave pericolo (CR).